# 辩护律师 (电视剧)
《辯護律師》（英語：The Defenders）是哥倫比亞廣播公司于2010年9月22日開播的秋季檔律政類喜劇劇集。本劇講述了美國內華達州拉斯維加斯兩名辯護律師搭檔Michael Cristalli和Marc Saggese為他們的客戶辯護以及他們各自的個人生活。

## 演員
- Jerry O'Connell 飾 Pete Kaczmarek
- Jim Belushi 飾 Nick Morelli
- Jurnee Smollett 飾 Lisa Tyler
- Gillian Vigman 飾 Jessica
- Tanya Fischer 飾 Zoey Waters

## 美國境外播出
- 英国 英國 - FXUK頻道將在2011年開始播映本劇。[5]

## 外部連結
- 官方网站